# Chuojiao
Il Chuojiao 戳脚, tradotto come Piedi Penetranti, è uno stile di arti marziali cinesi con origini antiche, oggi diffuso nel nord della Cina, nella provincia di Hebei. Per la sua peculiare specializzazione nelle tecniche di gambe viene designato come Beitui zhi jie (北腿之杰, tesoro delle gambe del Nord).
Questo stile è anche conosciuto come Yuanyangjiao (鸳鸯脚, Piedi dell'anatra mandarina), Jiuzhizi (九枝子, Nove ramificazioni), Tangzitui (趟子腿, gambe in sequenza), ecc.

## Storia e Leggenda
Il Chuojiao avrebbe avuto origine durante la dinastia Song ed è divenuto popolare nei periodi della dinastia Ming e della dinastia Qing. Si racconta che Deng Liang (邓良) creò questo pugilato sulle basi di 18 tecniche di base di piede (十八基本腿法) da cui ricavò 108 varianti (一百零八连环腿, 108 Lianhuantui).
Deng Liang insegnò poi a Zhou Tong (周桐), il quale a sua volta lo trasmise a Yue Fei (岳飞).
Molti personaggi dello Shuihu zhuan (水浒传, il romanzo sul bordo dell'acqua), sono descritti come praticanti di Chuojiao.
La diffusione nella provincia di Hebei, è dovuta a Zhao Canyi (赵灿益), un generale dell'esercito dei Taiping Tianguo, che dopo il fallimento della ribellione venne recluso in Raoyang (饶阳). 

## Genealogia
Questo è il lignaggio che è descritto nel libro Otto Sequenze di Colpi del Vajra :
- prima generazione Zhao Canzhang 赵灿章;
- seconda generazione Duan Xu 段绪 (Laoxu老绪) e Duan Yong 段勇 (Niu牛);
- terza generazione Liu Laowang 刘老旺, Li Laoti 李老提 , Shen Laocai 申老开 e Zhang Laoxiao 张老晓;

## La tecnica
Il Chuojiao possiede 81 tecniche di gamba (Tuifa), nove Taolu detti "marziali" (Wu) e nove detti "civili" (Wen).
Al termine Taolu è preferito il termine Tangzi (趟子, serie di movimenti).